# Monte Bazardüzü
El monte Bazarduzu (en azerí: Bazardüzü Dağı, en ruso: Базардюзю) es un monte de las montañas del Cáucaso Norte situado en la frontera entre Azerbaiyán y Rusia (república de Daguestán). Con 4485 m de altitud es el pico más alto de Azerbaiyán y también el más elevado de Daguestán. El punto más meridional de Rusia está también muy cerca.